# 葉山港
葉山港（はやまこう）は、神奈川県葉山町堀内に位置し、相模湾に面した港。ヨットをはじめとするマリンスポーツの拠点として利用されている。

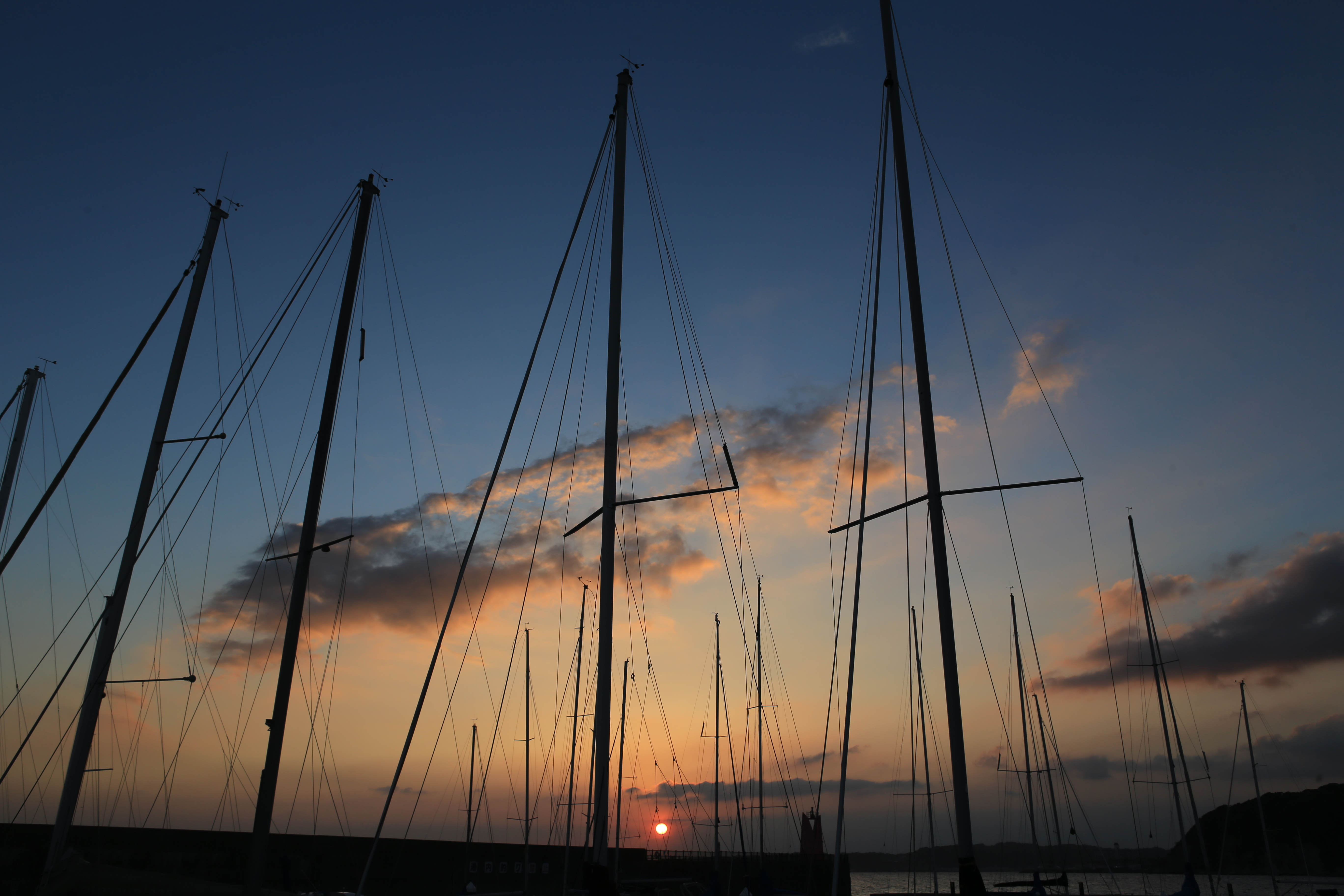
浮桟橋に並ぶクルーザーと葉山港A防波堤灯台

## 機能
葉山港は神奈川県葉山町堀内に位置し、相模湾に面した港である。港からは富士山、江ノ島、湘南の海を一望でき、相模湾を代表する景勝地として知られている。
1964年3月に地方港湾の指定を受け、神奈川県営の港湾として整備された。2010年から2023年3月まで、神奈川県から指定された株式会社リビエラリゾートが運営していた。2023年（令和5年）4月1日より、湘南サニーサイドマリーナ株式会社が指定管理者となって運営している。
「市民に開かれたマリーナづくり」を目標に掲げ、ビジターでもクルージングやマリンスポーツ、釣りなどを楽しめるようになっている。また、日本ヨット発祥の地として、地域のマリンスポーツ拠点としても親しまれている。施設内は合計320隻もの艇が収容可能であり、更衣室、ロッカー、シャワールームなども揃っている。
港には誰でも利用可能なレンタルスペースが完備されており、船の保管施設としてだけでなく、会議や各種講習会、レッスン、パーティや懇親会など幅広く利用されている。レンタルボートサービスや体験クルージングサービスも提供している。レンタルボート事業はヤマハマリンクラブ・シースタイルによって７隻体制 で事業が展開されている。また、「はやま港海の駅」という名称で海の駅（国土交通省）に登録されており、ビジターの寄港も可能となっている。

## 沿革
- 1935年（昭和10年）：葉山町漁業協同組合が農林水産省の補助を得て「鐙摺港」として整備し、漁港として完成した[7]。
- 1952年（昭和27年）12月：葉山町管理の第一種漁港に認定された[2]。
- 1955年（昭和30年）：第10回神奈川県国体のヨット競技会場に[8]。
- 1964年（昭和39年）3月：港湾法の適用を受け、神奈川県管理港湾となる[2]。
- 1964年（昭和39年）10月：第18回オリンピック東京大会にてメインハーバー湘南港のサブハーバーになる[8]。
- 1994年（平成6年）：港の再整備に着手[7]。
- 1999年（平成11年）：阪神・淡路大震災を契機とした、防災用の泊地整備、耐震物揚場の整備実施[2]。
- 2001年（平成13年）7月：「葉山港A防波堤灯台」点灯[9]。
- 2007年（平成19年）：新港湾管理事務所、完成[7]。
- 2010年（平成22年）：株式会社リビエラリゾートが指定管理者として運営開始[1]。
- 2015年（平成27年）6月：湘南港で東京オリンピック2020開催が決定し、湘南港の一部既存艇の移動先として、新たな船舶保管地の整備、駐車場の二層化を実施[2]。
- 2023年（令和5年）4月：湘南サニーサイドマリーナ株式会社が指定管理者となって運営開始[3]。

## 葉山港とヨットの歴史
別荘誕生期の大正初期から、ヨットは高級なレジャースポーツとして葉山の海で親しまれていた。
- 1882年（明治15年）：日本人大工建設のヨットが葉山の海を帆走したことから、葉山は日本のヨット発祥の地とされている[11]。
- 1915年（大正4年）：慶應義塾大学水泳部が小型ヨットを森戸海岸沖で「インデペンデンス」と名付けた小型ヨットを持って帆走していた。これが日本における近代ヨット（競技ヨット）の始まりとされている[12][8]。
- 1933年（昭和7年）：湘南ヨットクラブが新宿湾・葉山港のクルーザー及び国内5mクラスのヨット仲間により結成される。
- 1935年（昭和10年） ：鐙摺港の整備に伴い、地元堀内在住の「味の素」社長鈴木三郎助の援助によって、港内の一部をヨット施設にした。完成後は多くの学生、実業団、クラブのヨット基地として、多くのセーラーで賑わった[13][12]。
- 1955年（昭和30年）9月22日：第10回国体夏季大会でヨット競技が初めて取り入れられ、その会場に葉山港が選ばれた[14]。選手団体宿泊に日陰茶屋、魚藍亭旅館、きらく旅館、葉山館などの近辺宿泊施設が割り当てられ、葉山のヨットがさらに評価された[8]。　昭和天皇・皇后両陛下もヨット競技をご覧になられ、葉山町民がヨットハーバーの整備、競技の運営支援に力を入れるきっかけとなる[13]。
- 1963年（昭和38年）」東京オリンピックの前年、10月12日から15日まで東京国際スポーツ大会のヨット競技が葉山港で開かれる。その際、ヨットハーバーに初めて各国の国旗が翻った[8]。
- 1964年（昭和39年）10月10日：第18回オリンピック東京大会開催。ヨット競技のサブハーバーの役割を担う[13]。また、同時期にオリンピックの補助会場として隣接施設の葉山マリーナが開業[12]。それに伴い、横浜を拠点にしていた関東学生ヨット連盟が森戸海岸に移って大会を開くようになった[13]。
- 2006年（平成18年）：湘南ヨットクラブにルーツを持つ、葉山ヨットクラブが神奈川県知事所轄の特定非営利活動法人として登録され、葉山港管理事務所内にクラブルームを設け活動を開始。地元の小中学生が通うヨットスクールを運営[15]。
- 2018年（平成30年）：東京オリンピック2020の開催に先駆けて、英国セーリングチームが町と協定を結び、葉山港で事前合宿を開始[16]。8月には「ヨットフェス2018」が開かれ、親善レースなどを通じて選手と町民の交流を深めた[17]。

## 交通
道路
- 横浜横須賀道路逗子I.C.から逗葉新道を経由。渚橋交差点を左折し、鐙摺入口（あぶずり）右折。[6]

鉄道　
1. 京急線逗子・葉山駅（南口）～2番バスのりば　海岸回り「葉山(逗12）」「葉山町福祉文化会館（逗11）」行き 「鐙摺」下車　徒歩3分[6]
2. JR逗子駅（東口）～3番バスのりば　海岸回り「葉山(逗12)」｢葉山町福祉文化会館（逗11）」行き 「鐙摺」下車　徒歩3分[6]

## 周辺施設
日曜朝市、森戸海岸、一色海岸、長者ヶ崎海岸、葉山しおさい公園、神奈川県立近代美術館葉山